# 生物学に関する記事の一覧
2006年4月より、この一覧の維持は停止しました。Portal:生物学やCategory:生物学をご利用ください。
生物学に関する記事の一覧は、生物学と関係のある記事のリストである。ただし生物学者は生物学者の一覧で扱う。また生物の名前は生物学の研究材料としてある程度有名なもののみ加える。
このリストは必ずしも完全ではなく、本来ここにあるべきなのに載せられていないものや、ふさわしくないのに載せられているものがあれば、適時変更してほしい。また、Portal:生物学の新着項目で取り上げたものはいずれこのリストに追加される。
「⇒」はリダイレクトを、(aimai) は曖昧さ回避のページを示す。並べ方は例えば「バージェス動物群」なら「はしえすとうふつくん」となっている。
リンク先の更新を参照することで、このページからリンクしている記事に加えられた最近の変更を見ることが出来る。Portal:生物学、Category:生物学も参照のこと。

## 英数字
16S rRNA系統解析 - APG植物分類体系 - AST→アスパラギン酸アミノ基転移酵素 - ATP⇒アデノシン三リン酸 - ATPアーゼ - ATP合成酵素 - Α-アマニチン -  BLAST - B細胞 - β酸化 - Β-ラクタム系 - C4型光合成 - CAM型光合成 - cDNA - C._elegans - CTP - DGGE - DNA⇒デオキシリボ核酸 - DNA - DNA分子交雑法 - DNAシーケンサー - DNA修復 - DNA複製 - DNAプライマーゼ - DNAポリメラーゼ - DNAマイクロアレイ - DNAリガーゼ - EC番号  - FAD⇒リボフラビン - FASTA - GABA⇒Γアミノ酪酸 - GenBank - GFP - GTP⇒グアノシン三リン酸 - In situ ハイブリダイゼーション - Izumo (タンパク質) - K/T境界

lacZ - LDH - LSD (薬物) - mRNA - mRNA前駆体 - NAD⇒ニコチンアミドアデニンジヌクレオチド - NIH3T3 - Notchシグナリング - PCR - PPAR - R-K戦略説 - RFLP - rRNA - RNA⇒リボ核酸 - RNAi - RNAウイルス - RNAポリメラーゼ - RNAワールド - Sibley-Ahlquist鳥類分類 - SMCタンパク質 - snoRNA - TATAボックス - T細胞 - TCA回路⇒クエン酸回路 - tRNA - Two-hybrid 法 - VNC (微生物学) - Wntシグナル経路 - X染色体 - Y染色体 - Z染色体

## ア行

### あ
アイ (チンパンジー) - アオカビ - アオコ - アオミドロ - 垢 - アカネ色素 - アガロースゲル電気泳動 - アクア説 - アクチビン - アクチン - アクリルアミド - アグロバクテリウム - アゴニスト - アコニチン - 脚 - アシロマ会議 - アスコルビン酸 - アスパラギン - アスパラギン酸 - アスパラギン酸アミノ基転移酵素 - アスパラギンシンテターゼ - アセチルCoA - アセチルコリン - 

頭 - アーティファクト - アデニン - アデニル酸シクラーゼ - アデノシン - アデノシン一リン酸 - アデノシン三リン酸 - アデノシン二リン酸 - アドレナリン - アブシジン酸 - アフリカツメガエル - アピオース - アビジン - アフラトキシン - アポトーシス - アミノアシルtRNAシンセテース - アミノグリコシド系 - アミノ酸 - アミノ酪酸 - アミラーゼ - アミロース - アミロプラスト - アミロペクチン - アメーバ - アメロゲニン - 

アラニン - アラニントランスアミナーゼ - アルビノ - アルブミン - アレルギー - アレルゲン - アルカロイド - アルギニン - アルコールデヒドロゲナーゼ - アルデヒドデヒドロゲナーゼ - アルテミア - アンチコドン - アントシアニン

### い
胃 - 胃液 - イオン - イオンチャネル - 威嚇 - 医学 - 胃癌 - 維管束 - 生きている化石 - 異形成 - イソロイシン - イソフラボン - 一塩基多型 - 一次転写産物 - 一分子細胞生物学 - 一酸化窒素 - イチョウ類 - 一夫一婦制 - 一夫多妻制 - 遺伝 - 遺伝学 - 遺伝子 - 遺伝子汚染 - 遺伝子型（遺伝型） - 遺伝子組み換え作物 - 遺伝子組換え生物等の使用等の規制による生物の多様性の確保に関する法律 - 遺伝子座 - 遺伝子発現 - 遺伝情報 - 遺伝子地図 - 遺伝子治療 - 遺伝子の水平伝播 - 遺伝性球状赤血球症 - 遺伝的連鎖 - 遺伝病 - イボテン酸 - イモムシ - 医療廃棄物 - 陰核 - 隠花植物 - インクレチン - 陰茎 - インスリン - インスリン様成長因子 - インターフェロン - インターロイキン - インテグリン - 咽頭 - インドール - イントロン - 陰嚢 - インフルエンザウイルス - 陰門

### う
ウイルス - ウイルス学 - ウイルス進化説 - ウイルス療法 - ウイルスの分類 - ウイロイド - ウェスタンブロッティング - ウエストナイル熱 - ウェルナー症候群 - 魚つき林 - ウォレス線 - 羽化 - 蛆 - 牛海綿状脳症 - う蝕 - 宇宙生物学 - ウッズホール海洋生物学研究所 - うどんこ病 - 馬伝染性貧血 - 膿 - 羽毛 - ウルフ賞医学部門 - 鱗 - 運動 (aimai) - 運動系 - 運動ニューロン

### え
衛生検査技師 - 栄養 - 栄養塩 - 栄養素 - 栄養的分類 - エストロゲン - エディアカラ動物群 - エーテル型脂質 - 液胞 - エクジソン - エクソン - エコロジー - 壊死 - エストラジオール - エストロン - エダカビ科 - エダヒゲムシ - エチレン - エナメリン - エナメル質 - エピジェネティクス - エピネフリン⇒アドレナリン - エフェドリン - エプスタイン・バール・ウイルス - えら - エリスロポエチン - 塩基配列 - 園芸学部 - 炎症 - 遠心分離 - 延髄 - エンドサイトーシス - エンドソーム - エンドセリン - エンバーミング - エンハンサー - エンベロープ

### お
黄色ブドウ球菌 - 黄体 - 黄体形成ホルモン - 応用生物科学部 - オウムガイ - 岡崎フラグメント - オーキシン - 雄 - オータコイド - オートクレーブ - オートファジー - オペロン - オープンリーディングフレーム - オリゴ糖 - オレイン酸

## カ行

### か
界 (分類学) - 回帰熱 - 外耳 - 海水準変動 - 外生菌根 - 回虫 - 解糖系 - 貝毒 - カイニン酸 - 灰白質 - 海浜植物 - 海綿動物 - 回遊 - 潰瘍 - 海洋研究所 - 化学 - 科学 - 化学及血清療法研究所 - 下顎骨 - 科学史 - 科学実験の年表 - 化学発光 - 化学物質過敏症 - 化学療法 - 核⇒細胞核 - 萼 - 顎口動物 - 拡散 - 核酸 - 学習 - 学術雑誌 - 核小体 - 核分裂 - 核膜 - 角膜 - 核膜孔 - 学名 - 過形成 - 果実 - 花序 - 可消化養分総量 - 火傷病 - 下垂体 - カスパーゼ - 活性化 - 活動電位 - カテキン - カテコールオキシダーゼ - カドヘリン -

可能態 - カビ - カフェイン - カプサイシン - 花粉 - 芽胞 - 鎌状赤血球症 - 噛む - 下毛類 - カラギーナン - ガラクトース - カルス - カルビン - ベンソン回路 - カルボン酸 - カロテノイド - カロテン⇒ベータ・カロチン - カロリンスカ研究所 - 皮 - 悪性腫瘍 - がん遺伝子 - 感覚器 - 環境化学 - 環境教育プログラム - 環境ホルモン⇒内分泌攪乱化学物質 - 還元主義 - 幹細胞 - 緩衝液 - 癌腫 - 肝臓 - 寒天培地 - 間脳 - カンブリア爆発 - 眼柄 - 緩歩動物 - がん抑制遺伝子

### き
木 - 偽遺伝子 - 記憶 - 記憶喪失 - 機械論 - 器官 - 気管 - キク酸 - キサントフィルサイクル - 奇形 - 寄生 - 寄生植物 - 基礎生産 - 擬態 - キチン - キチン質 - キトサン - キナ酸 - キナーゼ - キニーネ - キネシン - 気嚢 - キノン - 逆浸透膜 - 逆転写酵素 - キャピラリー電気泳動 - 吸エルゴン反応 - 嗅覚 - 嗅覚受容体 - 球菌 - 嗅神経 - 橋 (脳) - 凝集反応 - 共生 - 競争 (生物) - 共通祖先 - 恐竜 - 極限環境微生物 - 巨人症 - 魚類 - 魚類学 - 菌根 - 菌糸 - 筋ジストロフィー - 菌糸体 - 筋肉 - 近隣結合法 - 菌類

### く
グアニン - グアノシン三リン酸 - クエルセチン - クエン酸 - クエン酸回路 - クオラムセンシング - 茎 - 口 - クチクラ - 組み換えタンパク質 - クモ綱 - クモの網 - クモヒトデ - グリオキシル酸回路 - グリコーゲン - グリコサミノグリカン - グリシン - クリステ⇒ミトコンドリア - クリプトスポリジウム - クリミア・コンゴ出血熱 - グルカゴン - グルコサミン - グルコース - グルタミン - グルタミン酸 - グルタルアルデヒド - クレアチン - クレアチンキナーゼ - クロイツフェルト・ヤコブ病 - クローニング - クロマチン - クロマニョン人 - クロロキン - クローン - クロンキスト体系 - 群体

### け
毛 (動物) - 系 - 形質 - 形質転換 - 系統学 - 系統樹 - ケイ皮酸 - 痙攣 - 毛皮 - 血圧 - 血液 - 血液型 - 血液製剤 - 結核菌 - 血管 - 血漿 - 血小板 - 血清 - 血糖値 - 血友病 - ゲノミクス - ゲノム - ゲノムインプリンティング - ゲノムプロジェクト - ケラチン - ゲルシフトアッセイ - 原核生物 - 嫌気呼吸 - 原形質 - 原形質分離 - 犬歯 - 原始生命体 - 減数分裂 - 原生生物 - 原生動物 - 顕微鏡

### こ
抗ウイルス療法 - 高エネルギーリン酸結合 - 好塩基球 - 口蓋 - 光化学反応 - 光学顕微鏡 - 甲殻類 - 交感神経系 - 好気呼吸⇒呼吸 - 呼吸筋 - 咬筋 - 高血圧 - 抗原 - 抗原抗体反応 - 光合成 - 光合成細菌 - 後鰓目 - 好酸球 - 高山植物 - 恒常性 - 甲状腺 - 甲状腺ホルモン - 紅色光合成細菌 - 抗真菌薬 - 抗生物質 - 口前葉 - 酵素 - 構造生物学 - 酵素抗体法 - 抗体 - 抗体酵素 - 好中球 - 腔腸動物 - 口蹄疫 - 後天性免疫不全症候群 - 喉頭 - 行動分析 - 高度好塩菌 - 好熱菌 - コーヒー酸 - 酵母 - 合胞体 - 肛門 - 

コカイン - 五感 - 呼吸 - 呼吸鎖複合体 - 国立環境研究所 - 古細菌 - 古人類学 - 古生物 - 古生物学 - 古生物学関連人物一覧 - 枯草菌 - 個体 - 個体群 - 個体群生態学 - 個体識別 - 骨格 - 骨格筋 - 骨髄 - 骨粗鬆症 - コドン - コハク酸 - コヒーシン - 鼓膜 - コモンズの悲劇 - 固有種 - コラーゲン - ゴルジ体 - コレステロール - コレラ菌 - コロニー - コルヒチン - 痕跡器官 (生物) - コンタミネーション - 昆虫の翅 - 昆虫類 - コンデンシン - コンフォメーション⇒立体配座 - コンドロイチン硫酸

## サ行

### さ
サイエンス - サイエンスZERO - 催奇性 - 細菌⇒真正細菌 - 細菌学 - 細菌叢調査 - サイクリン - 再生 (生物学) - 最大節約法 - サイトカイン - サイトメガロウイルス - 細胞 - 細胞外マトリックス - 細胞核 - 細胞学⇒細胞生物学 - 細胞検査士 - 細胞骨格 - 細胞質 - 細胞質遺伝 - 細胞質基質 - 細胞質分裂 - 細胞周期 - 細胞小器官 - 細胞生物学 - 細胞説 - 細胞接着 - 細胞内共生説 - 細胞性粘菌 - 細胞分裂 - 細胞膜 - 最尤法 - サザンブロッティング - 殺菌 - 雑菌 - 雑草 - 里山 - 蛹 - サポニン - 酸化還元電位 - 酸化的リン酸化 - サンゴ礁 - 三叉神経

### し
シアノコバラミン - シアノバクテリア⇒藍藻 - 視覚 - 耳下腺 - シガテラ - 子宮 - シークエンス - 軸索誘導 - シクトキシン - シグナル伝達 - 試験管 - 歯原性腫瘍 - 自己実験 - 自己免疫疾患 - 脂質 - 子実体 - 脂質二重層 - 四肢動物 - 糸状菌 - 視神経 - 雌蕊 - シスチジア⇒キノコの部位 - システイン - システム生物学 - シスト - 雌性先熟 - 自切 - 自然 - 自然科学 - 自然環境 - 自然選択説 - 自然哲学 - 自然発生説 - 示相化石 - 舌 - シダ植物 - シダ植物門 - Gタンパク質 - シチジル酸 - 実験計画法 - シトクロム - シトクロムP450 - シトシン - シナプス - シナプス形成 - シナプス接着分子歯肉 - 子嚢菌門 - シノニム - ジベレリン - 刺胞 - 脂肪 - 脂肪酸 - 姉妹染色分体 -

シャイン・ダルガノ配列 - 社会性昆虫 - 社会生物学 - 社会的動物 - 車軸藻類 - 射精 - シャペロン - シャーレ - ジャンクDNA - 種 (分類学) - 獣医師法 - 修飾塩基 - 集団遺伝学 - 雌雄同体 - 収斂進化 - 種子 - 種子植物 - 樹状細胞 - 受精 - 受精卵 - 出芽 - 出芽酵母 - 受粉 - 樹木 - 腫瘍 - 腫瘍ウイルス - 受容体 - 循環器 - 純水 - 消化管 - 消化器 - 消化率 - 上顎神経 - 条件反射 - 猩紅熱 - ショウジョウバエ - 小穂 - 常染色体 -  小腸 - 小脳 - 樟脳 - 上皮成長因子 - 静脈 - 生薬 - 照葉樹林 - 常緑樹林 - 触手 - 植生 - 食虫植物 - 食道 - 植物 - 植物界 - 植物学 - 植物成長調整剤 - 植物病理学 - 植物ホルモン - 食物連鎖 - 食欲 - 初生雛鑑別師 - ショック - ショットガン・シークエンシング法

シーラカンス - シロイヌナズナ - シロシビン - 仁⇒核小体 - 新エングラー体系 - 進化 - 真核生物 - 進化的に安定な戦略 - 進化論 - 進化論裁判 - 真菌⇒菌類 - 神経 - 神経解剖学 - 神経回路形成 - 神経芽細胞腫 - 神経管 - 神経幹細胞 - 神経系 - 神経細胞 - 神経線維腫症 - 神経伝達物質 - 神経変性疾患 - 新興感染症 - 人工生命 - 人工臓器 - 新口動物 - 人工林 - 真正細菌 - 心臓 - 腎臓 - 人体解剖学 - ジーントラップ法 - 針葉樹林 - 森林 - 森林生態学 - 森林破壊 - 人類学

### す
巣 - 水晶体 - 水生昆虫 - 水生不完全菌 - 水槽 - 水素伝達系⇒電子伝達系 - 膵臓 - 水痘 - 水痘・帯状疱疹ウイルス - 髄膜炎菌 - 睡眠 - スーパーオキシドディスムターゼ - スクレイピー - スクロース - スズメガ - ステップ (地形) - ステアリン酸 - ステロイド - ステロイドアルカロイド - ストリーキング (動物行動学) - ストリキニーネ - ストレッサー - ストレプトキナーゼ - ストレプトマイシン - 砂浜の生物 - スピロヘータ - スプライシング - スライドガラス - 刷り込み - スレオニン

### せ
性 - 精液 - 性科学 - 生化学 - 生活型 (水生生物) - 生活史 (生物) - 性器 - 生気論 - 制限酵素 - 性行為 - 生痕化石 - 精子 - 生殖 - 生殖器 - 生殖細胞 - 生殖巣 - 性腺刺激ホルモン - 性腺刺激ホルモン放出ホルモン - 性染色体 - 精巣 - 生態学 - 生態系 - 生体高分子 - 生態ピラミッド - 生体物質 - 生体膜 - 成長 - 成虫 - 性的興奮 - 性転換 - 性淘汰 - 生物 - 生物化学⇒生化学 - 生物学（生物科学） - 生物学史 - 生物群集 - 生物工学⇒バイオテクノロジー - 生物生命学部 - 生物多様性 - 生物地理学 - 生物濃縮 - 生物農薬 - 生物の多様性に関する条約 - 生物物理化学 - 生物物理学 - 生物分類技能検定 - 生物ポンプ - 生物理工学部 - 生命 - 生命科学 - 生命科学部 - 生命誌研究館 - 生命倫理学 - 生理学 - 生理学者 - 生理現象 - 生理的熱量 -

脊索 - 脊索動物 - 脊髄 - 石炭紀 - 脊髄神経 - 脊椎 - 脊椎動物 - 赤痢菌 - 世代交代 - 舌咽神経 - 舌下神経 - 舌形動物 - 赤血球 - 接合菌門 - 接合子 - 切歯 - 節足動物 - 絶滅 - 背びれ - ゼブラフィッシュ - セリン - セリンプロテアーゼ - セル (雑誌) - セルラーゼ - セルロース - セレンディピティ - セロトニン - セロビオース - 遷移 (生物学) - 先カンブリア時代 - 線形動物 - 潜在自然植生 - 染色 (生物学) - 染色体 - 染色体異常 - 染色体凝縮 - 染色体説 - センチュウ⇒C._elegans - 線虫捕食菌 - セントラルドグマ - セントロメア - 潜伏感染 - 繊毛 - 繊毛虫 - 前立腺

### そ
ゾウガメ - 雑木林 - 藻菌類 - 象牙芽細胞 - 象牙質 - 造血幹細胞 - そう根病 - 造礁サンゴ - 双子葉植物 - 草食動物 - 走性 - 相同 - 総排出腔 - 象皮病 - 草本 - 藻類 - 属 (分類学) - 塞栓 - 側頭筋 - 側脳室 - 組織 (生物学) - 組織学 - 組織培養 - 咀嚼 - 咀嚼筋 - ソテツ類

## タ行

### た
ダイオキシン - 体温 - 退化 - 大臼歯 - 体腔 - 体細胞 - 胎児 - 代謝 - 代謝マップ - 帯状分布 - 胎生 - 耐性 (薬理学) - 体性感覚 - 体節制 - 大腸 - 大腸癌 - 大腸菌 - 大脳旧皮質 - 大脳新皮質 - 大脳皮質 - 大脳辺縁系 - 胎盤 - 太陽虫 - 対立遺伝子 - ダーウィニズム - タウリン - 唾液 - 多型 - 托卵 - 多血症 - 多細胞生物 - 多足類 - 多胎児 - 脱酸素剤 - 脱皮 - ダニ - 多肉植物 - 多年生植物 - タバコモザイク病 - 単為生殖 - 痰 - 胆汁 - 胆汁酸 - 単純ヘルペスウイルス - 単子葉植物 - 炭水化物 - 淡水魚 - 断続平衡説 - 炭素14 - 炭素固定 - 炭素循環 - タンニン - 胆嚢 - 蛋白質 - タンパク質構造予測

### ち
チアミン - 地衣類 - 知覚 - 地下茎 - 地球史年表 - 畜産学 - チクングンヤ熱 - 地質時代 - 乳 - 膣 - 窒素固定 - 地被植物 - チフス - チミン - 着生植物 - 中耳 - 中心体 - 虫垂 - 中生動物 - 中毒 - チューブリン - 中立進化説 - 腸炎ビブリオ - 聴覚 - 腸チフス - 腸内細菌 - 腸内細菌科 - 鳥類 - チロシン - 沈降説

### つ
対鰭 - ツツガムシ病 - 椿啓介 - ツボカビ門 - 角 - 爪 - ツヨン

### て
手足口病 - ティエラ - 定向進化説 - ディート - デオキシリボ核酸 - デオキシリボース - 適応 - 適応度 - 適応放散 - テストステロン - テタヌストキシン - テトラサイクリン, - テトラサイクリン系抗生物質 - テトラヒドロカンナビノール - テトラヒメナ - デトリタス - テロメア -テロメラーゼ⇒テロメア - 転移 (医学) - てんかん - 電気泳動 - テンサイ褐斑病 - 電子伝達系 - 電子伝達体 - 転写 (生物学) - 転写因子 - 転写減衰 - 伝染性単核球症 - 展着剤 - 天敵 - デンプン

### と
糖化 - 頭蓋骨 - 東京大学海洋研究所 - 胴甲動物 - 頭状花序 - 島嶼生物学 - 頭足類 - 糖タンパク質 - 同定 - 糖尿病 - 動物 - 動物学 - 動物精気 - 動物繊維 - 動物行動学 - 動物実験 - 動物の系統 - 動脈 - 冬眠 - 透明骨格標本 - 透明帯 - ドウモイ酸 - ドキシサイクリン - トキソプラズマ症 - 毒 - 特殊塩基⇒修飾塩基 - 毒性学 - 特定外来生物による生態系等に係る被害の防止に関する法律 - 土壌 - 土壌改良材 - 土壌動物 - 土壌微生物 - 突然変異 - ドナリエラ・サリナ - ドパミン - ドブネズミ - ドメイン - トランスクリプトーム - トランスポゾン - ドリー - トリゴネリン - トリプトファン - トロンビン

## ナ行

### な
ナイアシン - 内耳 - 内毒素 - 内分泌攪乱化学物質 - 内分泌器 - ナメクジウオ - 縄張り - 軟骨 - 軟体動物

### に
肉腫 - 肉食動物 -肉質虫 - ニコチン - ニコチンアミドアデニンジヌクレオチド (NAD) - ニコチンアミドアデニンジヌクレオチドリン酸 (NADP) - 二次元電気泳動 - 二重らせん - 二糖 - 日本医真菌学会 - 日本ウイルス学会 - 日本昆虫協会 - 日本細菌学会 - 日本住血吸虫 - 日本脳炎 - 二枚貝 - ニューカッスル病 - 乳癌 - 乳酸 - 乳酸菌 - 乳酸脱水素酵素⇒LDH - 乳腺 - 乳鉢 - 乳房 - ニューロフィラメント - ニューロン - 尿 - 尿酸 - 尿素 - 尿素回路 - 尿道 - ニワトリ - 妊娠

### ぬ
ヌクレアーゼ - ヌクレオソーム⇒クロマチン - ヌクレオチド

### ね
根 - エルヴィン・ネーアー - ネイチャー - ネオダーウィニズム - ネオテニー - ネオ・ラマルキズム - ネスチン - 熱帯雨林 - ネフロン - 粘菌同期法 - 年輪年代学

### の
脳 - 脳炎 - 脳科学 - 脳幹 - 農業改良助長法 - 農業・生物系特定産業技術研究機構 - 脳梗塞 - 脳神経 - 脳性麻痺 - 脳波 - ノーザンブロッティング - ノープリウス - ノーベル生理学・医学賞 - ノルアドレナリン - ノロウイルス

## ハ行

### は
葉 - 歯 - 胚 - 肺 - 灰 - パイエル板 - 肺炎球菌 - バイオインフォマティックス - バイオセンサー - バイオテクノロジー - バイオハザード - バイオマス - バイオマスエタノール - バイオマテリアル - ハイギョ - 配偶子 - 胚珠 - 胚性幹細胞 - 排泄 - 排泄物 - 培地 - 配糖体 - 胚乳 - ハイブリドーマ - 培養 - 培養細胞 - バイルシュタイン・データベース - パーキンソン病 - バクテリア⇒真正細菌 - バクテリオロドプシン - バージェス頁岩 - バージェス動物群 - パスツール研究所 - バソプレッシン - 

爬虫類 - 発エルゴン反応 - ハツカネズミ - 発癌性 - 白血球 - 白血病 - 発酵 - 発光バクテリア - 発生 (生物学) - 発生遺伝学⇒発生生物学 - 発生学⇒発生生物学 - 発声器官 - 発生生物学 - ハッチンソン・ギルフォード・プロジェリア症候群 - ハーディー・ワインベルクの法則 - アーサー・ハーデン - 花 - 鼻 - 羽根 - 歯の発生 - パパイン - ハプロタイプ - パリトキシン - バリン - パルミチン酸 - フランシスコ・バレーラ - 反射 (生物学) - 繁殖行動 - 伴性遺伝 - ハンチントン病 - 半透膜 - 反復説

### ひ
ヒアルロン酸 - ピール法 - ビオチン - 非加重結合法 - 光呼吸 - 鼻腔 - 被子植物 - 微小管 - 耳小骨 - ヒスタミン - ヒスチジン - ヒストン - 微生物 - 微生物学 - 脾臓 - ビタミン - ビタミンA - ビタミンB群 - ビタミンB6 - ビタミンC - ビタミンD - ビタミンE - ヒト - ヒトゲノム - ヒトゲノム計画 - ヒト絨毛性ゴナドトロピン - ヒトに関するクローン技術等の規制に関する法律 - ヒト乳頭腫ウイルス - ヒト免疫不全ウイルス - 泌尿器 - 皮膚 - 皮膚呼吸 - ピペット - 微胞子虫 - 肥満 - 肥満細胞 - ビメンチン - ヒモムシ - 標本 - 氷河制約説 - 表現型 - 病原性 - 病原体 - 病理解剖 - 日和見感染 - ビリルビン - ピルビン酸 - 疲労 - 貧血 - 貧酸素水塊 - ピンセット

### ふ
ファージ - フィチン酸 - フィブリン - フィブロイン - フィラリア - フィールドワーク - 風疹 - 風媒花 - フェニルアラニン - フェニルケトン尿症 - フェレドキシン - フェロモン - 孵化 - 不完全菌 - 副交感神経系 - 副甲状腺 - 副作用 - 副腎 - 副腎皮質ステロイド - 副腎皮質ホルモン(aimai) - 腹水 - 副鼻腔 - フクロネズミ目 - フズリナ - 不耐 - 物理学 - ブドウ球菌 - ブナ林 - 不妊虫放飼 - 腐敗 - 不飽和脂肪酸 - 

プラスチド - プラスティネーション - プラスミド - プラダー・ウィリー症候群 - プラナリア - フラボノイド - プリオン - プリブノーボックス - フルクトース - ブルシン - フレーメン反応 - プレパラート - フローサイトメトリー - プログラム細胞死 - プロゲステロン - プロジェリア症候群⇒ハッチンソン・ギルフォード・プロジェリア症候群 - プロスタグランジン - プロテアーゼ - プロテインキナーゼ - プロテオミクス⇒プロテオーム - プロテオーム - プロテオグリカン - プロポリス - ブロメライン - プロリン - 文化 (動物) - 分解者 - 分岐学 - 分子遺伝学 - 分子生態学 - 分子生物学 - 分子時計 - 分子マシン - 分子モーター - 分生子 - 分泌 - 分布 (生物) - 分布境界線 - 分類⇒生物の分類 - 分類学 - 分裂⇒分裂 (生物学) - 分裂酵母

### へ
閉殻筋 - 平行進化 - 米国海洋大気庁 - 米国科学アカデミー紀要 - 米国化学会誌 - 米国自然史博物館 - 米国地質調査所 - ペクチン - へそ - ベータ・カロチン - べと病 - ペプシン - ペプチドグリカン - ペプチド固相合成法 - ペプチドホルモン - ヘム - ヘモグロビン - ヘモシアニン - ペルオキシソーム - ベルクマンの法則 - ヘルペスウイルス科 - ベルベリン - ベロ毒素 - 変異原 - 変温動物 - 扁形動物 - 変性 - 偏性細胞内寄生体 - 変態 - ペントースリン酸経路 - 鞭毛 - 鞭毛菌門 - 鞭毛虫

### ほ
保安林 - 法医昆虫学 - 膀胱 - 放散虫 - 胞子 - 放射線診断学 - 放線菌 - ホウ素 - 防虫剤 - 飽和脂肪酸 - 補酵素 - 補酵素A - 保護色 - 母集団 - 捕食 - 捕食-被食関係 - ボツリヌストキシン - 骨 - ホメオボックス - ホモ接合型 - ポリアクリルアミドゲル電気泳動 - ポリアミン - ポリクローナル抗体 - ポリフェノール - ホルモン - ポルフィリン - ボルボックス - ホロ酵素 - 翻訳 (生物学)

## マ行

### ま
マイクロサテライト - マイクロフィラメント - マイコプラズマ - マイトトキシン - マウス⇒ハツカネズミ - 巻貝 - 膜電位 - マクロファージ - 麻疹 - マシン油乳剤 - 松かさ - 末端小粒⇒テロメア - 麻薬 - マラカイトグリーン - マラリア - マルトース - マングローブ

### み
ミオグロビン - ミオシン - 味覚 - ミクロトーム - 水 - 水草 - ミッシングリンク - ミツバチ - ミトコンドリア - ミトコンドリア・イブ - ミトコンドリアDNA - ミトコンドリアミオパチー - ミドリムシ - 耳 - ミミズ - ミーム - ミリスチン酸 - ミールワーム

### む
ムカシトンボ - ムカデ - 無機化学 - 無症候性キャリア - ムスカリン - 娘細胞 - 無脊椎動物 - 胸

### め
芽 - メアリー・マローン - 鳴管 - 迷走神経 - メイラード反応 - 雌 - メスカリン - メダカ - メタゲノミクス - メタボローム - メタン菌 - メタン生成経路（メタン発酵） - メチオニン - メチル水銀 - メバロン酸経路 - メラトニン - メラニン色素 - 免疫 - 免疫学 - 免疫グロブリン - 免疫染色 - 免疫沈降法 - メンデルの法則

### も
毛細血管 - 網膜 - 木材化学 - 木部 - モチーフ (生物学) - モデル生物 - 戻し交配 - モネラ界 - モノクローナル抗体 - モルヒネ - モルフォゲン - 門脈

## ヤ行

### や
薬学 - 薬物依存症 - 薬理学

### ゆ
有機化学 - 有機化合物 - 有袋類⇒フクロネズミ目 - ユーグレナ⇒ミドリムシ - 融合蛋白質 - 優性遺伝 - 雄性先熟 - 有櫛動物 - 有爪動物 - 有羊膜類 - ユスリカ - ユビキチン - ユビキノン - 輸卵管

### よ
溶菌 - 葉酸 - 幼若ホルモン - 幼生 - 幼虫 - 用不用説 - 葉緑体 - ヨシ原

## ラ行

### ら
ライソゾーム病 - ライム病 - 酪酸 - ラクトース - ラクトースオペロン - 落葉樹林 - 裸子植物 - ラット - ラノステロール - ラビリンチュラ - 卵 - 卵菌 - ランゲルハンス島 - 卵子 - 卵巣 - 藍藻 - 卵胎生 - 卵胞 - 卵胞形成 - 卵胞刺激ホルモン - 卵母細胞

### り
理科年表 - リグニン - リケッチア - 利己的遺伝子 - リーシュマニア原虫 - リシン（リジン） - リソソーム - リゾチーム - 立体配座 - リノール酸 - リパーゼ - リプレッサー - リボ核酸 - リボース - リボソーム - リポ蛋白 - リボフラビン - 良性腫瘍 - 両生類 - 緑色硫黄細菌 - 緑膿菌 - リンゴ酸 - 林産学 - リン酸緩衝生理食塩水 - 臨床検査技師、衛生検査技師等に関する法律 - リンパ球 - リンパ節

### る
ルイザ・グロス・ホロウィッツ賞 - 類人猿 - ルシフェラーゼ

### れ
霊長類⇒サル目 - レジオネラ - レトロウイルス - レトロトランスポゾン - レニン - レポーター遺伝子 - レンサ球菌 - 連鎖不平衡

### ろ
老化 - 老衰 - ローヤルゼリー - ろ過 - 濾過摂食 - ロタウイルス - 濾胞

## ワ行

### わ
矮化 - ワクチン

## 一覧と年表
- 生物学者一覧
- ヒトの神経の名称一覧
- 生物学と有機化学の年表 - 医学と医療の年表 - ワクチンの年表 - 抗菌剤の年表
- クロンキスト体系詳細 - 新エングラー体系詳細
- 絶滅した動物一覧 - 木の一覧 - 実験器具の一覧
- 日本の水族館 - 環境関連の資格一覧

### 他の自然科学系分野の一覧
- 物理学に関する記事の一覧
- 化学に関する記事の一覧
- 地球科学に関する記事の一覧
- 気象学・気候学に関する記事の一覧
- 天文学に関する記事の一覧
- プロジェクト:数学/数学に関する記事